# Paleontología en 1824
La paleontología es el estudio de las formas de vida prehistóricas en el planeta Tierra mediante el análisis de fósiles de plantas y animales. Esto incluye el estudio de fósiles corporales, huellas (icnitas), madrigueras, restos de restos, heces fosilizadas (coprolitos), palinomorfos y residuos químicos. Dado que los seres humanos han encontrado fósiles durante milenios, la paleontología tiene una larga historia, tanto antes como después de su formalización como ciencia. Este artículo registra descubrimientos y eventos significativos relacionados con la paleontología ocurridos o que hayan sido publicados en el año 1824.

## Dinosaurios
- William Buckland se da cuenta de que los fósiles que anteriormente creía que eran de origen cetáceo eran en realidad fósiles de Iguanodon . Este error le costó la oportunidad de describir el género él mismo.[1]

| Taxón            | Novedad   | Estado       | Autor(es) | Edad                                      | Unidad                             | Ubicación  | Notas | Imágenes |
| ---------------- | --------- | ------------ | --------- | ----------------------------------------- | ---------------------------------- | ---------- | --- | -------- |
| " Iguanosaurio " | Gen. nov. | Nombre nudum | Anónimo   | Barremiano, hace 126-125 millones de años | Desconocido                        | Inglaterra | "Iguanosaurus" fue mencionado por primera vez en un artículo de revista por un autor anónimo (posiblemente Mantell) en 1824. El autor sugirió que Mantell originalmente iba a nombrar los dientes "Iguanosaurus", pero William Daniel Conybeare sugirió que en su lugar se los llamara Iguanodon . |          |
| Megalosaurio     | Gen. nov. | Válido       | Buckland  | Bathoniano, hace 166 millones de años     | Formación de piedra caliza Taynton | Inglaterra | El reverendo William Buckland da una presentación a la Sociedad Geológica describiendo el primer dinosaurio con nombre científico, Megalosaurus, el 20 de febrero. Más tarde ese mismo año se publica por escrito su descripción científica formal.                                                |          |

## Pterosaurios

### Nuevos taxones
| Taxón                 | Novedad   | Estado        | Autor(es) | Edad          | Unidad              | Ubicación | Notas | Imágenes |
| --------------------- | --------- | ------------- | --------- | ------------- | ------------------- | --------- | ----- | -------- |
| Pterodactylus grandis | Esp. nov. | Nombre dudoso | Cuvier    | Kimmeridgiano | Caliza de Solnhofen | Alemania  |       |          |

## Plesiosaurios

### Nuevos taxones
| Taxón                      | Novedad   | Estado | Autor(es) | Edad                                   | Unidad    | Ubicación  | Notas | Imágenes |
| -------------------------- | --------- | ------ | --------- | -------------------------------------- | --------- | ---------- | --- | -------- |
| Plesiosaurus dolichodeirus | Esp. nov. | Válido | Conybeare | Sinemuriano, hace 199 millones de años | Lias azul | Inglaterra | Henry De la Beche y Conybeare nombraron el género en 1821, y luego la especie tipo P. dolichodeirus en 1824. La especie recibió su nombre a partir de un esqueleto completo descubierto por Mary Anning . |          |

## Pterosaurios
- Cuvier reiteró sus conclusiones anteriores de que Pterodactylus era un reptil que volaba con alas membranosas. También adelantó novedosas especulaciones sobre su paleobiología, como que utilizaba las garras de sus alas para trepar a los árboles y que se "arrastraba" cuadrúpedamente cuando no estaba en vuelo, en lugar de caminar sobre sus extremidades traseras. [9]